# Atletismo nos Jogos Olímpicos de Verão de 2016 - 400 m com barreiras feminino

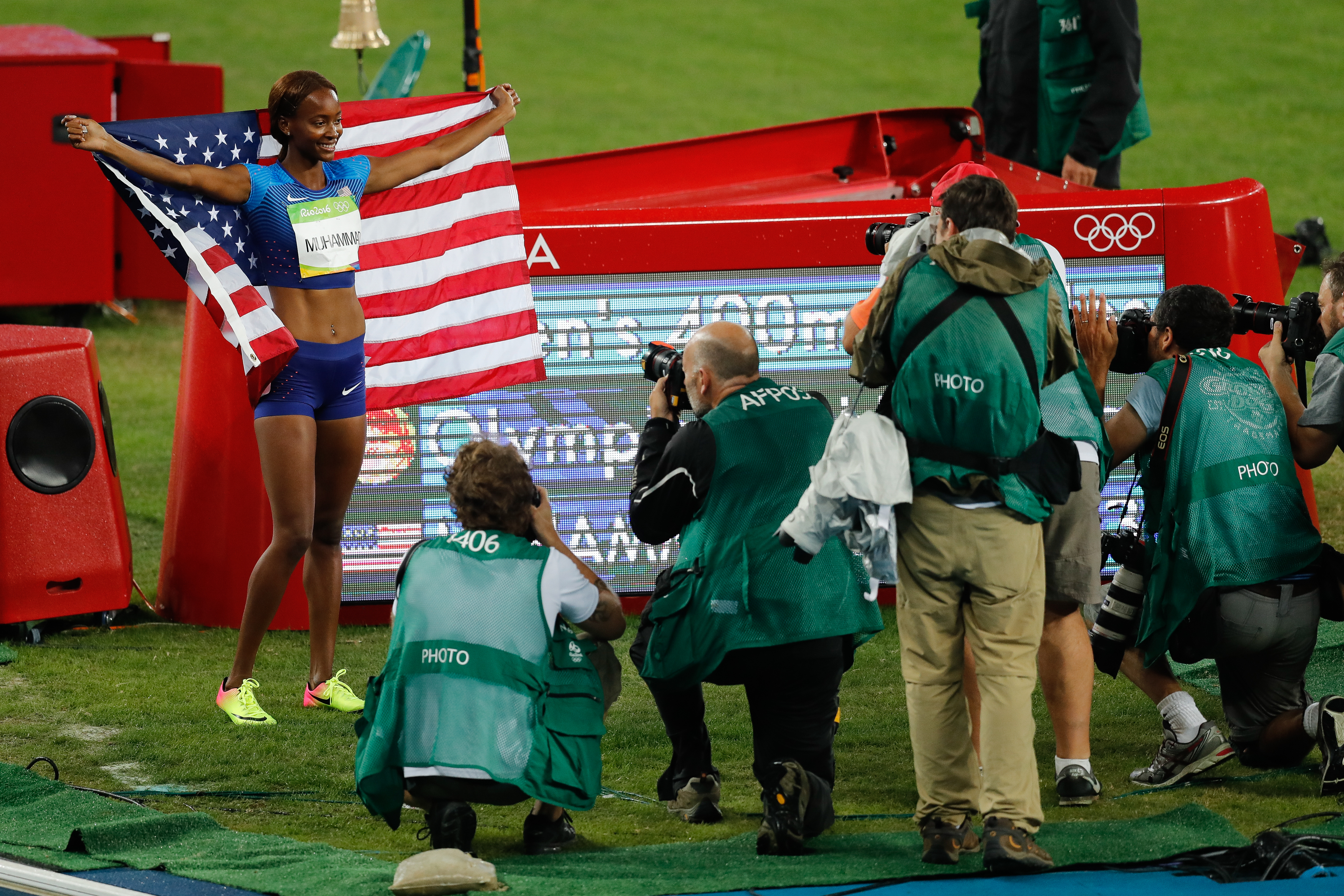
Dalilah Muhammad posa para os fotógrafos após a vitória na prova.

A competição dos 400 metros com barreiras feminino do atletismo nos Jogos Olímpicos de Verão de 2016 aconteceu entre os dias 15 e 18 de agosto no Estádio Olímpico.

## Calendário
Horário local (UTC-3).
| Data                          | Horário | Fase          |
| ----------------------------- | ------- | ------------- |
| Segunda, 15 de agosto de 2016 | 21:30   | Eliminatórias |
| Terça, 16 de agosto de 2016   | 21:10   | Semifinais    |
| Quinta, 18 de agosto de 2016  | 22:15   | Final         |

## Medalhistas
| Ouro   | USA Dalilah Muhammad |
| Prata  | DEN Sara Petersen    |
| Bronze | USA Ashley Spencer   |

## Recordes
Antes desta competição, os recordes mundiais e olímpicos da prova eram os seguintes:
| Tipo | Atleta            | Tempo   | Local  | Data                 |
| ---- | ----------------- | ------- | ------ | -------------------- |
|      | Yuliya Pechonkina | 52,34 s | Tula   | 8 de agosto de 2003  |
|      | Melaine Walker    | 52,64 s | Pequim | 20 de agosto de 2008 |

## Resultados

### Eliminatórias
Qualificação: Os primeiros 3 em cada bateria (Q) e os 6 mais rápidos (q) avançam para as semifinais.

#### Bateria 1
| Pos. | Raia | Atleta                | CON                 | Tempo | Notas |
| ---- | ---- | --------------------- | ------------------- | ----- | ----- |
| 1    | 7    | Ristananna Tracey     | JAM Jamaica         | 54.88 | Q     |
| 2    | 4    | Zuzana Hejnová        | CZE República Checa | 55.54 | Q     |
| 3    | 1    | Ayomide Folorunso     | ITA Itália          | 55.78 | Q     |
| 4    | 6    | Stina Troest          | DEN Dinamarca       | 56.06 | q     |
| 5    | 2    | Sydney McLaughlin     | USA Estados Unidos  | 56.32 | q     |
| 6    | 3    | Petra Fontanive       | SUI Suíça           | 56.80 |       |
| 7    | 8    | Zurian Hechavarría    | CUB Cuba            | 57.28 |       |
| 8    | 5    | Maureen Jelagat Maiyo | KEN Quênia          | 57.97 |       |

#### Bateria 2
| Pos. | Raia | Atleta               | CON                        | Tempo   | Notas |
| ---- | ---- | -------------------- | -------------------------- | ------- | ----- |
| 1    | 7    | Joanna Linkiewicz    | POL Polônia                | 56.07   | Q     |
| 2    | 3    | Janieve Russell      | JAM Jamaica                | 56.13   | Q     |
| 3    | 6    | Grace Claxton        | PUR Porto Rico             | 56.40   | Q     |
| 4    | 8    | Tia-Adana Belle      | BAR Barbados               | 56.68   |       |
| 5    | 2    | Sparkle McKnight     | TTO Trinidad e Tobago      | 56.80   |       |
| 6    | 4    | Jackie Baumann       | GER Alemanha               | 59.04   |       |
| 7    | 5    | Drita Islami         | MKD República da Macedônia | 1:01.18 |       |
| 8    | 1    | Chanice Chase-Taylor | CAN Canadá                 | 1:02.83 |       |

#### Bateria 3
| Pos. | Raia | Atleta            | CON                 | Tempo   | Notas |
| ---- | ---- | ----------------- | ------------------- | ------- | ----- |
| 1    | 5    | Ashley Spencer    | USA Estados Unidos  | 55.12   | Q     |
| 2    | 7    | Leah Nugent       | JAM Jamaica         | 55.66   | Q     |
| 2    | 6    | Viktoriya Tkachuk | UKR Ucrânia         | 56.14   | Q     |
| 3    | 8    | Denisa Rosolová   | CZE República Checa | 56.36   | q     |
| 4    | 1    | Léa Sprunger      | SUI Suíça           | 56.58   |       |
| 5    | 3    | Amalie Iuel       | NOR Noruega         | 56.75   |       |
| 6    | 4    | Hayat Lambarki    | MAR Marrocos        | 1:00.83 |       |
| 7    | 2    | Lilit Harutyunyan | ARM Armênia         | 1:03.13 |       |

#### Bateria 4
| Pos. | Raia | Atleta                | CON                   | Tempo | Notas |
| ---- | ---- | --------------------- | --------------------- | ----- | ----- |
| 1    | 5    | Sara Petersen         | DEN Dinamarca         | 55.20 | Q     |
| 2    | 1    | Wenda Nel             | RSA África do Sul     | 55.55 | Q     |
| 3    | 4    | Emilia Ankiewicz      | POL Polônia           | 55.89 | Q     |
| 4    | 7    | Yadisleidy Pedroso    | ITA Itália            | 55.91 | q     |
| 5    | 3    | Janeil Bellille       | TTO Trinidad e Tobago | 56.25 | q     |
| 6    | 2    | Katsiaryna Belanovich | BLR Bielorrússia      | 56.55 |       |
| 7    | 8    | Axelle Dauwens        | BEL Bélgica           | 57.68 |       |
| 8    | 6    | Ghfran Almouhamad     | SYR Síria             | 58.85 |       |

#### Bateria 5
| Pos. | Raia | Atleta           | CON                | Tempo   | Notas |
| ---- | ---- | ---------------- | ------------------ | ------- | ----- |
| 1    | 3    | Dalilah Muhammad | USA Estados Unidos | 55.33   | Q     |
| 2    | 7    | Noelle Montcalm  | CAN Canadá         | 56.07   | Q     |
| 3    | 6    | Hanna Titimets   | UKR Ucrânia        | 56.24   | Q     |
| 4    | 1    | Lauren Wells     | AUS Austrália      | 56.26   | q     |
| 5    | 2    | Phara Anacharsis | FRA França         | 56.64   |       |
| 6    | 4    | Vera Barbosa     | POR Portugal       | 57.28   |       |
| 7    | 5    | Nguyễn Thị Huyền | VIE Vietnã         | 57.87   |       |
| 8    | 8    | Natalya Asanova  | UZB Uzbequistão    | 1:02.37 |       |

#### Bateria 6
| Pos. | Raia | Atleta              | CON              | Tempo | Notas |
| ---- | ---- | ------------------- | ---------------- | ----- | ----- |
| 1    | 6    | Eilidh Doyle        | GBR Grã-Bretanha | 55.46 | Q     |
| 2    | 1    | Sage Watson         | CAN Canadá       | 55.93 | Q     |
| 3    | 3    | Olena Kolesnichenko | UKR Ucrânia      | 56.61 | Q     |
| 4    | 2    | Amaka Ogoegbunam    | NGR Nigéria      | 56.96 |       |
| 5    | 5    | Satomi Kubokura     | JPN Japão        | 57.34 |       |
| 6    | 8    | Marzia Caravelli    | ITA Itália       | 57.77 |       |
| 7    | 7    | Sharolyn Scott      | CRC Costa Rica   | 58.27 |       |
| 8    | 4    | Aleksandra Romanova | KAZ Cazaquistão  | 59.36 |       |

### Semifinais
Qualificação: 2 primeiros de cada bateira (Q), mais os 2 melhores tempos (q) foram classificados a final. 

#### Semifinal 1
| Pos. | Raia | Atleta              | CON                 | Tempo | Notas                |
| ---- | ---- | ------------------- | ------------------- | ----- | -------------------- |
| 1    | 4    | Zuzana Hejnová      | CZE República Checa | 54.55 | Q,                   |
| 2    | 5    | Ristananna Tracey   | JAM Jamaica         | 54.80 | Q                    |
| 3    | 6    | Joanna Linkiewicz   | POL Polônia         | 55.35 |                      |
| 4    | 1    | Stina Troest        | DEN Dinamarca       | 56.00 | Recorde da temporada |
| 5    | 2    | Sydney McLaughlin   | USA Estados Unidos  | 56.22 |                      |
| 6    | 3    | Noelle Montcalm     | CAN Canadá          | 56.28 |                      |
| 7    | 7    | Ayomide Folorunso   | ITA Itália          | 56.37 |                      |
| 8    | 8    | Olena Kolesnichenko | UKR Ucrânia         | 56.77 |                      |

#### Semifinal 2
| Pos. | Raia | Atleta             | CON                 | Tempo | Notas                |
| ---- | ---- | ------------------ | ------------------- | ----- | -------------------- |
| 1    | 5    | Ashley Spencer     | USA Estados Unidos  | 54.87 | Q                    |
| 2    | 4    | Janieve Russell    | JAM Jamaica         | 54.92 | Q                    |
| 3    | 3    | Eilidh Doyle       | GBR Grã-Bretanha    | 54.99 | q                    |
| 4    | 7    | Hanna Titimets     | UKR Ucrânia         | 55.27 |                      |
| 5    | 1    | Yadisleidy Pedroso | ITA Itália          | 55.78 | Recorde da temporada |
| 6    | 6    | Wenda Nel          | RSA África do Sul   | 55.83 |                      |
| 7    | 8    | Emilia Ankiewicz   | POL Polônia         | 56.99 |                      |
| 8    | 2    | Denisa Rosolová    | CZE República Checa | 57.39 |                      |

#### Semifinal 3
| Pos. | Raia | Atleta            | CON                   | Tempo | Notas                |
| ---- | ---- | ----------------- | --------------------- | ----- | -------------------- |
| 1    | 3    | Dalilah Muhammad  | USA Estados Unidos    | 53.89 | Q                    |
| 2    | 5    | Sara Petersen     | DEN Dinamarca         | 54.55 | Q                    |
| 3    | 6    | Leah Nugent       | JAM Jamaica           | 54.98 | q,                   |
| 4    | 4    | Sage Watson       | CAN Canadá            | 55.44 |                      |
| 5    | 7    | Grace Claxton     | PUR Porto Rico        | 55.85 | Recorde pessoal      |
| 6    | 2    | Janeil Bellille   | TTO Trinidad e Tobago | 56.06 | Recorde da temporada |
| 7    | 1    | Lauren Wells      | AUS Austrália         | 56.83 |                      |
| 8    | 8    | Viktoriya Tkachuk | UKR Ucrânia           | 56.87 |                      |

### Final

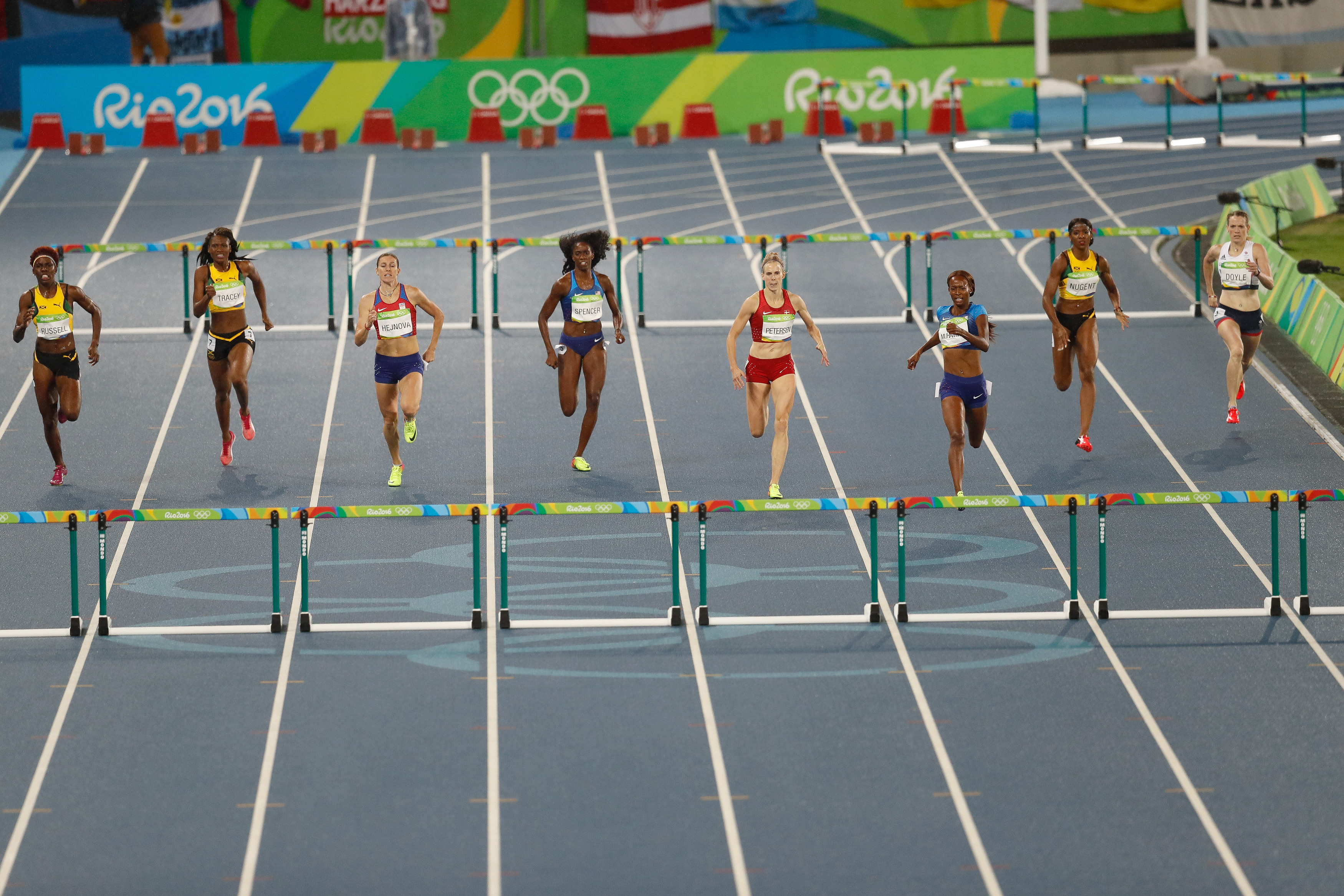
Atletas durante a final.

| Pos.              | Raia | Atleta            | CON                 | Tempo | Notas                |
| ----------------- | ---- | ----------------- | ------------------- | ----- | -------------------- |
| Medalha de ouro   | 3    | Dalilah Muhammad  | USA Estados Unidos  | 53.13 |                      |
| Medalha de prata  | 4    | Sara Petersen     | DEN Dinamarca       | 53.55 | Recorde nacional     |
| Medalha de bronze | 5    | Ashley Spencer    | USA Estados Unidos  | 53.72 | Recorde pessoal      |
| 4                 | 6    | Zuzana Hejnová    | CZE República Checa | 53.92 | Recorde da temporada |
| 5                 | 7    | Ristananna Tracey | JAM Jamaica         | 54.15 | Recorde pessoal      |
| 6                 | 2    | Leah Nugent       | JAM Jamaica         | 54.45 | Recorde pessoal      |
| 7                 | 8    | Janieve Russell   | JAM Jamaica         | 54.56 |                      |
| 8                 | 1    | Eilidh Doyle      | GBR Grã-Bretanha    | 54.61 |                      |

Legenda
| Recorde mundial      | Recorde mundial (World record)               |                       | Recorde africano                      | Recorde africano (African) |                                           | Q | Classificado por posição (Qualified) |
| Recorde olímpico     | Recorde olímpico (Olympic record)            | Recorde da América    | Recorde da América (Americas)         | q                          | Classificado por melhor tempo (Qualified) |   |                                      |
| Melhor marca do ano  | Melhor marca do ano (World leading)          | Recorde asiático      | Recorde asiático (Asian)              | DNS                        | Não largou (Did not start)                |   |                                      |
| Recorde nacional     | Recorde nacional (National record)           | Recorde europeu       | Recorde europeu (European)            | DNF                        | Não terminou (Did not finish)             |   |                                      |
| Recorde pessoal      | Recorde pessoal do atleta (Personal best)    | Recorde da Oceania    | Recorde da Oceania (Oceania)          | DSQ / DQ                   | Desclassificado (Disqualified)            |   |                                      |
| Recorde da temporada | Recorde da temporada do atleta (Season best) | Recorde sul-americano | Recorde sul-americano (South America) | NM                         | Sem marca (No mark)                       |   |                                      |